# Grünenplan (gemeindefreies Gebiet)
Das gemeindefreie Gebiet Grünenplan ist eines von sieben gemeindefreien Gebieten im Landkreis Holzminden, Niedersachsen. Der Name des Gebietes leitet sich vom angrenzenden Ortsteil Grünenplan des Fleckens Delligsen ab. Das Gebiet liegt vollständig im Mittelgebirgszug Hils.
Es hat eine Fläche von 22,71 km² und grenzt im Uhrzeigersinn im Osten an den Flecken Delligsen, im Süden an das gemeindefreie Gebiet Wenzen und im Westen an die gemeindefreien Gebiete Eimen und Eschershausen des gleichen Landkreises. Im Norden grenzt es an den Flecken Duingen sowie die Stadt Alfeld (Leine) im Landkreis Hildesheim. Das Gebiet umfasst neben einem größeren Teil auch zwei Exklaven, die durch den Flecken Delligsen vom Hauptgebiet getrennt sind.
Das gemeindefreie Gebiet ist unbewohnt. Aus statistischen Gründen führt es jedoch den Amtlichen Gemeindeschlüssel 03 2 55 504.